# NBA35周年オールタイムチーム
NBA35周年オールタイムチームは、アメリカのプロバスケットボールリーグであるNBA35周年目を記念して1980年10月30日に選出された11人のベストプレイヤー。

## 選手
(*):1980-81シーズン時点の現役選手
- C カリーム・アブドゥル＝ジャバー*
- C ウィルト・チェンバレン
- C ビル・ラッセル
- C ジョージ・マイカン
- G ジョン・ハブリチェック
- G ジェリー・ウェスト
- G オスカー・ロバートソン
- G ボブ・クージー
- F ジュリアス・アービング*
- F エルジン・ベイラー
- F ボブ・ペティット

- 最も偉大なヘッドコーチ　レッド・アワーバック
- 最も偉大なチーム　フィラデルフィア・76ers（1966-1967）
- 最も偉大な選手　ビル・ラッセル